# Ян Мюлдер (політик)
Ян Мюлдер (нід. Jan Mulder, нар. 3 жовтня 1943, Дівер, Нідерланди) — нідерландський політик, депутат Європейського Парламенту від Народної партії за свободу і демократію. У минулі каденції був членом Бюджетного комітету і Комітету контролю за бюджетом.

## Життєпис
У 1970 році отримав диплом з інженерії у сільському господарстві. До 1975 року він працював помічником у Продовольчій та сільськогосподарській організації ООН в Кенії. Потім він протягом 1 року працював у міністерстві закордонних справ Нідерландів, а протягом 1976-1994 років — в Європейській Комісії.
У 1970-ті роки він вступає до Народної партії за свободу і демократію, у 1977-1988 роках він очолював секцію цієї партії у Брюсселі.
На виборах до Європейського Парламенту у 1994, 1999 і 2004 роках отримував депутатський мандат за списками VVD. 6 січня 2007 був вибраний одним з Квесторів Європейського Парламенту (до 2009 року).
З 2009 року входить до складу Комітету з розвитку сільського господарства та Комітету з рибного господарства. На виборах до Європейського Парламенту у 2009 році він не був обраний депутатом, але у 2010 році замінив Жанін Генніс-Плассхарт, яка була обрана до Палати представників Нідерландів.